# Gigantengrab Santu Bainzu

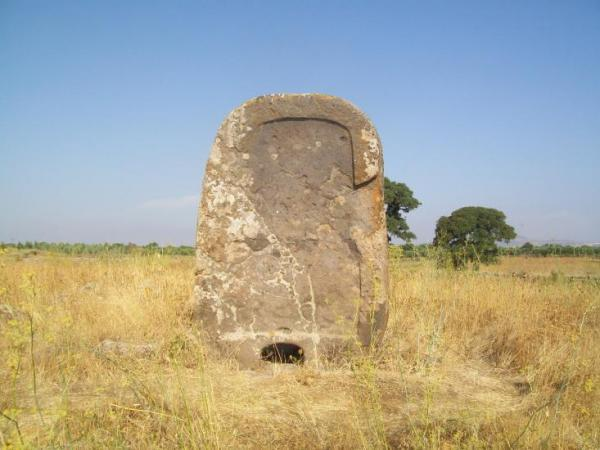
Erhaltene Portalstele des Gigantengrabs Santu Bainzu

Das Gigantengrab Santu Bainzu liegt unweit der namengebenden Kirche, an der Straße von Borore nach Dualchi in der Provinz Nuoro auf Sardinien. Die in Sardu „Tumbas de los zigantes“ und (italienisch Tombe dei Giganti –  plur.) genannten Bauten sind die größten pränuraghischen Kultanlagen Sardiniens und zählen europaweit zu den spätesten Megalithanlagen. Die 321 bekannten Gigantengräber sind Monumente der bronzezeitlichen Bonnanaro-Kultur (1.800–1.500 v. Chr.), die Vorläuferkultur der Nuragher war.

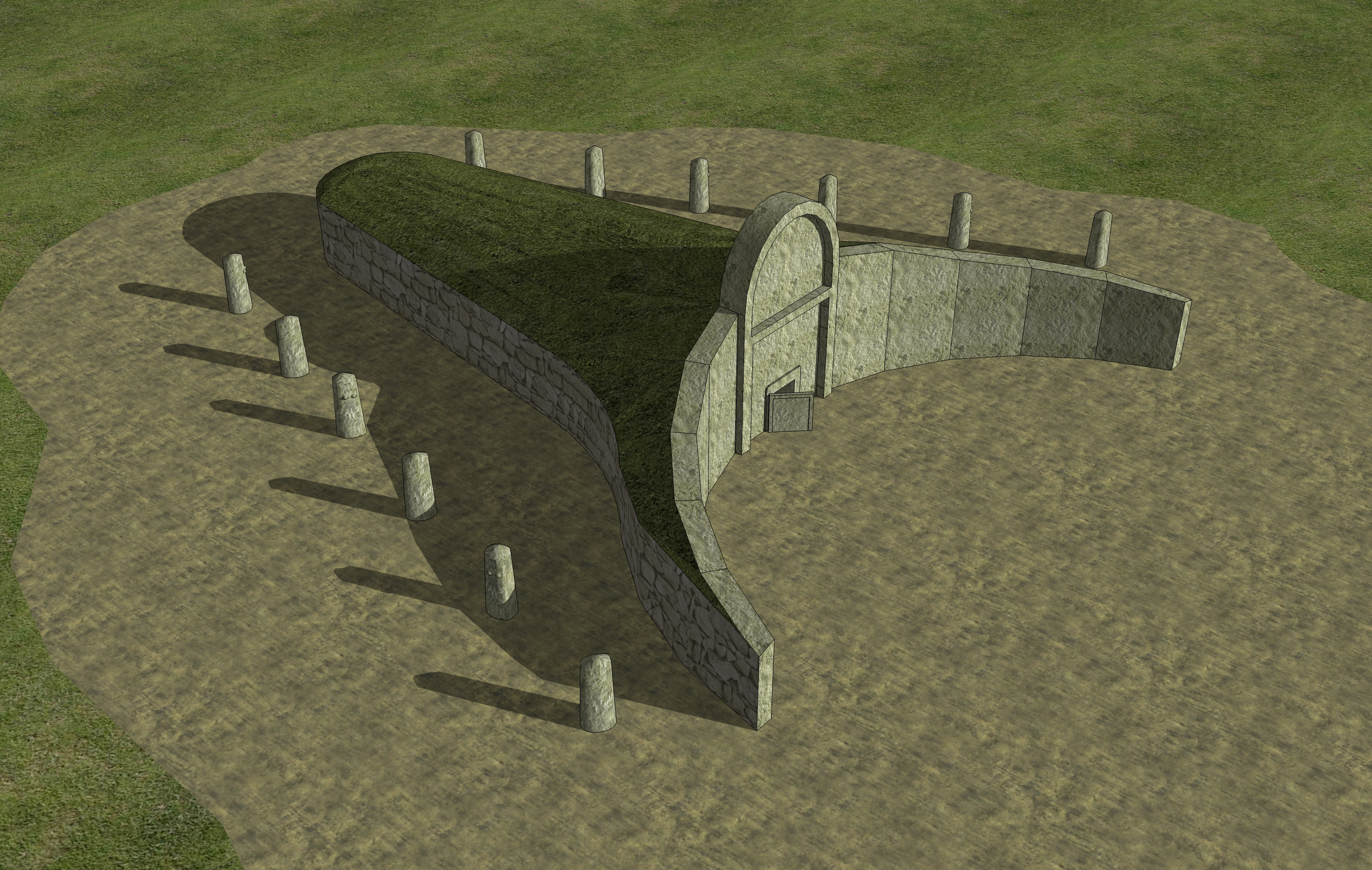
Modell mit Portalstelen-Exedra

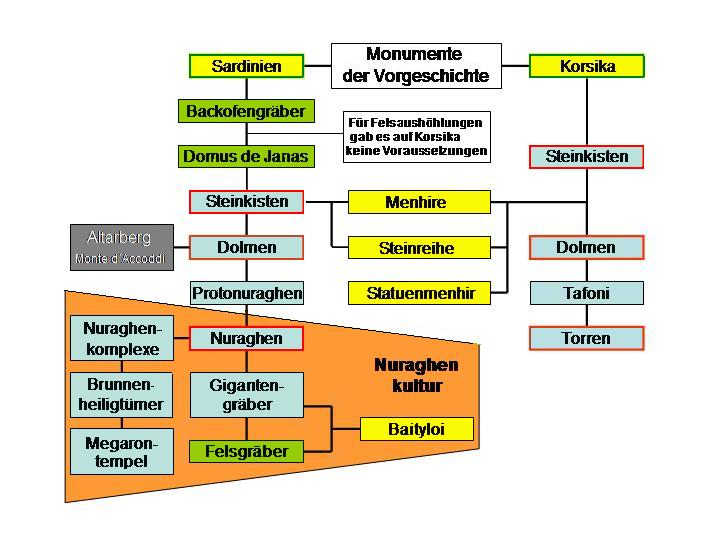
Typenreihe sardisch-korsischer Monumente

## Typenfolge
Baulich treten Gigantengräber in zwei Varianten auf. Die Anlagen mit Portalstelen und Exedra gehören zum älteren Typ. Bei den späteren Anlagen besteht die Exedra aus einer in der Mitte deutlich erhöhten Quaderfassade aus bearbeiteten und geschichteten Steinblöcken. Das Gigantengrab Santu Bainzu ist eine Anlage des älteren Typs (mit Portalstele). 

## Beschreibung
Die Anlage Santu Bainzu hat keine Exedra mehr. Nur ihre sehr massive Portalstele ist erhalten. Ähnlich dürftig erhaltene Reste sind die Portalstelen von „Castigadu“ bei Macomer, „Sa Pedra Longa“ bei Uri und Imbertighe bei Borore. Oberhalb der kleinen Öffnung, die zur dahinter liegenden Galerie führt, befindet sich ein Schälchen, wie es oft in Domus de Janas gefunden wird.